# Orlando Chaves (sztangista)
Orlando Buttery Chaves (ur. 2 marca 1921, zm. we wrześniu 1976 w Londynie) – gujański sztangista, olimpijczyk.
Reprezentował Gujanę Brytyjską na igrzyskach olimpijskich w Londynie w 1948 roku w wadze półśredniej (do 75 kg). W rwaniu zaliczył 100 kg, w podrzucie podniósł 125 kg, zaś w wyciskaniu osiągnął 82,5 kg. Łączny wynik w trójboju, 307,5 kg, dał mu 21. miejsce w stawce 24 sztangistów.